# Sommer-Paralympics 2004/Rollstuhlrugby
Bei den XXII. Sommer-Paralympics 2004 in Athen wurde ein Wettbewerb in Rollstuhlrugby ausgetragen.
Austragungsort war die Elliniko Indoor Arena. Die Wettkämpfe fanden vom 19. bis 25. September statt.

## Mixed
| Platz | Land | Athlet |
| ----- | ---- | --- |
| 1     | NZL  | Curtis Palmer, Gary McMurray, Sholto Taylor, Jai Waite, Gerry Tinker, Tim Johnson, Bill Ougthon, Steve Guthrie, Dan Buckingham Trainer: Grant Sharman                                                       |
| 2     | CAN  | Daniel Paradis, Raymond Lizotte, Garett Hickling, Ian Chan, Allan Semeniuk, Michael Whitehead, Mike Bacon, Allan Chartrand, Fabien Lavoie, Jared Funk, David Willsie, Patrice Simard Trainer: Joseph Soares |
| 3     | USA  | Lynn Nelson, Sam Gloor, Mark Zpan, Bryan Kirkland, Norm Lyduch, Andy Cohn, Bob Lujano, Scott Hogsett, Will Groulx, Brent Poppen, Wayne Romero, Clifton Chunn Trainer: Kevin Orr                             |